# Rabbi Akiva

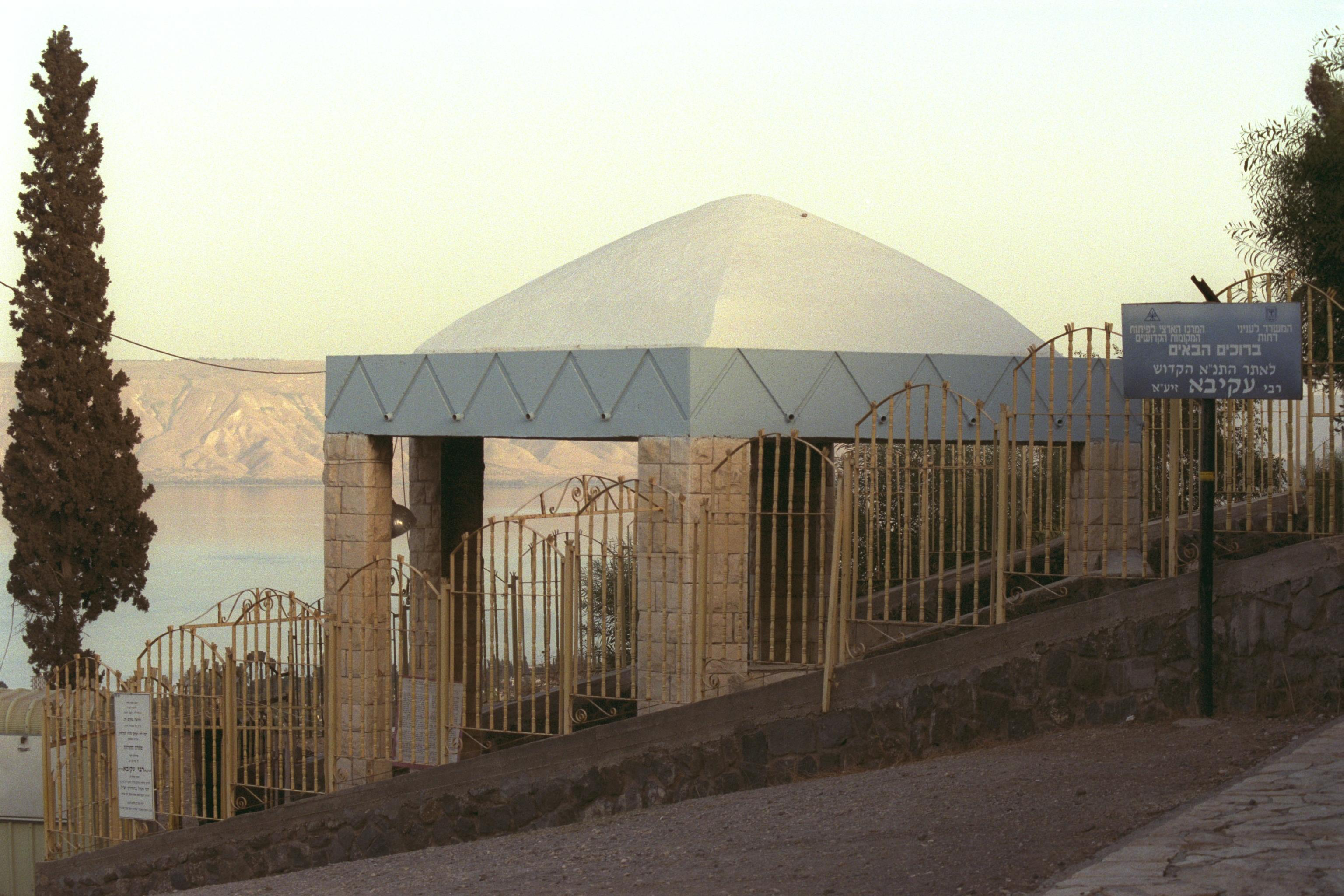
La tombe de Rabbi Akiva à Tibériade.

Rabbi Akiva ben Yosseph (judéo-araméen babylonien : רבי עקיבא בן יוסף ; judéo-araméen galiléen : רבי עקיבה בן יוסף) est l'un des plus importants maîtres de la troisième génération des docteurs de la Mishna (Ier et IIe siècles).
Contributeur central à l'élaboration de la Mishna et du Midrash halakha, il est considéré comme l'un des fondateurs du judaïsme rabbinique. 
Rabbi Akiva est en outre une importante personnalité politique de son temps, mandaté plusieurs fois par les Judéens comme ambassadeur à Rome. Traditionnellement associé à la révolte de Bar Kokhba, il est l'un des dix morts en martyrs par le pouvoir romain.

## Éléments biographiques
La vie de Rabbi Akiva est connue, en l'absence d'autres sources, par la seule tradition rabbinique. Celle-ci dit que, comme Moïse et Hillel l'Ancien, Rabbi Akiva aurait vécu 120 ans ; toutefois, il est possible que la vie de Rabbi Akiva ait été, comme l'affirme cette tradition, constituée de trois périodes, à l'instar de ses deux prédécesseurs.

### Première période
Les débuts de Rabbi Akiva font l'objet d'une tradition dont la première version se trouve probablement dans les Avot de Rabbi Nathan, et dont le Talmud possède plusieurs variantes,.
Selon cette tradition, Rabbi Akiva est né en terre d'Israël dans une famille convertie au judaïsme et a exercé le métier de berger,,,.
Il est, jusqu'à ses 40 ans, un am haaretz, (עם הארץ, lit. "peuple de la terre", mais signifiant ici "ignorant"), un parfait ignorant, dédaigneux des études, lorsqu'il décide d'apprendre la Torah. Encouragé par Rachel, fille de son employeur, Kalba Savua, l'un des notables de Jérusalem, (selon une autre version, fille de son fils), qui lui promet de l'épouser, il part étudier. Kalba Savua ne tarde pas à l'apprendre, et devant cette mésalliance, déshérite sa fille et fait vœu de ne plus la revoir,.Rabbi Akiva débute à l'école de sa ville, Lydda, dans les classes primaires où l'on apprend à lire l'hébreu, aux côtés de son propre fils. Il ne cessera dès lors de s'étonner de tout et de poser des questions comme un enfant, en ne prenant rien pour acquis, devenant rapidement l'élève des plus grands, Rabbi Yehoshoua et surtout Rabbi Eliezer, auxquels on l'oppose souvent : alors que ces deux maîtres, qui ont commencé leurs études à l'âge adulte au milieu de nombreuses privations, sont tous deux devenus des gdolei hador (grands de la génération) et que Rabbi Eliezer est d'un caractère fier et sans compromis, ce qui mènera à son excommunication, Rabbi Akiva se caractérise par sa modestie et son effacement. 
Il étudie également auprès de Nahum de Gimzo (en), qui lui apprend, outre ses principes exégétiques, à considérer que les choses se produisent, en dépit des apparences, toujours pour le mieux. Un autre de ses maîtres, Rabbi Tarfon, reconnaît sa grandeur et le considérera comme un collègue, voire comme son propre maître.
Après un certain nombre d'années (13 ou 24,), pendant lesquelles Rachel a enduré les pires privations et humiliations,, il enseigne la Torah en public, auprès de nombreux élèves. Lorsqu'après 12 ans, il revient chez lui, c'est pour repartir aussitôt 12 années de plus. Et lorsque des étudiants veulent éloigner cette gueuse méconnaissable qui se présente devant leur maître, il leur dit que « ce qui est à moi et ce qui est à vous est à elle. » Dans l'autre version, Kalba Savua, venu faire annuler son vœu auprès du Sage de passage, tombe à ses pieds lorsqu'il apprend son identité et lui fait don de la moitié de ses possessions.
Dans d'autres sources, c'est un certain Josué qui est mentionné spécifiquement comme beau-père de Rabbi Akiva.
Rabbi Akiva demeure à Lydda, probablement jusqu'aux derniers jours de Rabbi Eliezer, auquel il vient rendre visite lors de sa maladie. Il établit ensuite sa propre académie et son tribunal à Bnei Brak, à cinq milles romains de Jaffa (ce qui le situe plus près de la localité de Messoubim que le site actuel de Bnei Brak). Il semble également avoir habité quelque temps à Tziphron.

### Seconde période
Outre ses fonctions de juge et maître à Lydda puis à Bnei Brak, Rabbi Akiva compte aussi parmi les membres de l'académie de Yavné, dans laquelle siège le Sanhédrin après la prise de Jérusalem par Vespasien. Très apprécié du Nassi Rabban Gamliel de Yavné, il représente souvent la voix de la modération, notamment dans le conflit qui oppose le Nassi à Rabbi Yehochoua. Lorsque Rabban Gamliel est déposé, les membres du collège envisagent sérieusement de désigner Rabbi Akiva à ce poste, mais élisent finalement Rabbi Eléazar ben Azarya. Et lorsque Rabban Gamliel est réinstallé, Rabbi Akiva conserve sa confiance.
La réputation de Rabbi Akiva grandit rapidement dans le monde juif, atteignant selon une tradition des proportions mondiales, et une telle renommée que, selon une aggada talmudique, Moïse lui-même reconnaît sa supériorité.
Le nombre de disciples que la tradition lui attribue, est de 12 000, 24 000 ou 48 000 répandus sur toute la terre d'Israël. Ainsi, Rabbi Akiva a formé de nombreux disciples dont beaucoup se sont illustrés dans leur génération ou les suivantes. Shimon ben Azzai (en) et Shimon ben Zoma (en), avec lesquels il étudia les profondeurs ésotériques de la Bible, comptent parmi ses premiers disciples, ainsi qu'Elisha ben Avouya ; Hananya ben Hakinaï sera un disciple plus tardif. C'est aussi de son école que sortent les maîtres de la génération suivante (milieu du IIe siècle) Rabbi Meïr, Rabbi Yehouda, Rabbi Shimon bar Yohaï, Rabbi Yosse ben Halafta,

### Troisième période
La dernière période de sa vie est passée à affronter l'occupation romaine qui a durci son joug, dans le cadre des campagnes militaires de Trajan. C'est probablement dans ce contexte d'oppression religieuse que l'on voit Rabbi Akiva décréter l'intercalation d'un mois supplémentaire à Nehardea, en Babylonie.
Sur le plan théologique, le Talmud rapporte de nombreuses disputations entre Rabbi Akiva et des incroyants, parmi lesquels le gouverneur romain de Jérusalem, Quintus Tinneius Rufus, que le Talmud appelle Turnus ou Tyrannus Rufus. 
Sur le plan politique, Rabbi Akiva apporte son soutien au chef de la nouvelle révolution, Shimon bar Koziva. Rabbi Akiva, impressionné par ses hauts-faits et son ascendance davidique, donne au patriote le nom, sous lequel il est actuellement connu, de Bar Kokhba (fils de l'astre), d'après le verset « Un astre s'élève de la maison de Jacob, » et le proclame Messie.
Malgré l'apparition de nouvelles lois visant à interdire tout enseignement de la Loi, Rabbi Akiva continue à le faire publiquement au mépris des conséquences, comparant un peuple juif sans Torah à un poisson sans eau.

Arrêté par Tinneius Rufus, il est emprisonné plusieurs années puis exécuté. Rabbi Akiva meurt le Shema Israël aux lèvres. Sa fin apparaît aux Juifs comme un scandale incompréhensible.
Bien que sa mort soit traditionnellement rattachée à la révolte de Bar Kokhba, le rôle qu'il y aurait réellement tenu est sujet à controverses.
Pour les historiens de la Wissenschaft des Judentums, il est plus que douteux : les voyages qu'il a effectués à Rome, sont situés par Heinrich Graetz aux alentours de 95-96, bien avant la révolte. De plus, la raison donnée pour sa mort par le Talmud lui-même est religieuse, et non politique. Enfin, selon Zecharias Frankel, son exécution a dû avoir lieu en 132, avant la répression finale de la révolution de Bar Kokhba à Beitar, sans quoi le délai d'emprisonnement est inexplicable.
Pour d'autres, les voyages de Rabbi Akiva avaient peut-être pour but de susciter des soutiens financiers et politiques en vue d'une éventuelle révolte, et la plaie qui frappa ses étudiants est la répression romaine de la révolte de Bar Kokhba, à la disposition duquel Rabbi Akiva aurait mis ses étudiants. Par ailleurs, la ville qui aurait refusé de lui ouvrir ses portes pour la nuit alors qu'il était déjà un maître reconnu serait une ville d'opposants à la révolte contre les Romains dont Rabbi Akiva était un partisan face aux horreurs subies.

## Œuvre

### Place dans la Mishna
Le Talmud lui attribue l'initiative, ou au moins un rôle décisif, dans la compilation de la Mishna : « À quoi ressemble la vie de Rabbi Akiva ? — À un paysan qui part avec son panier. Il trouve de l'orge — il l'y met, de l'avoine — il l'y met, du son — il l'y met, des fèves — il les met, des lentilles — il les met. Lorsqu'il rentre chez lui, il les trie, orge avec orge, avoine avec avoine, son avec son, fèves avec fèves, lentilles avec lentilles. C'est ce que fit Rabbi Akiva, qui rangea la Torah règles par règles » (Avot de Rabbi Nathan ch. 18; Talmud de Babylone, traité Guittin, 67a).
Rabbi Akiva eut de nombreuses controverses, tant avec ses maîtres qu'avec ses étudiants et ses collègues.
De manière générale, « lorsque Rabbi Akiva dispute avec un seul sage, la halakha est fixée selon son opinion, mais lorsqu'il débat avec plus d'un sage, ce n'est pas le cas. »

## Quelques enseignements
- Tu aimeras ton prochain comme toi-même. C'est une grande règle dans la Torah ; une tradition avance même que tout le Talmud n'est que commentaire de cette maxime.
- Un païen demanda un jour à Rabbi Akiva : « Qui a créé le monde ? »
« Dieu a créé le monde », répondit Rabbi Akiva.
« Prouve-le-moi ! » 
« Reviens me voir demain », lui répondit Rabbi Akiva.
L'homme revint le lendemain. Rabbi Akiva lui demanda :
« Que portes-tu ? »
« Une cape, comme tu peux le voir. »
« Qui l'a faite ? »
« Le tisserand, bien évidemment. »
« Je ne te crois pas, prouve-le-moi ! » dit Rabbi Akiva
« De quelle preuve as-tu besoin ? Ne vois-tu pas que c'est le tisserand qui a fait cet habit ? Un habit se tisse-t-il tout seul ? »
« Alors pourquoi me demandes-tu une preuve que Dieu créa le monde ? Tu viens de donner la réponse : Ne vois-tu pas que c'est le Saint, béni soit-Il, qui l'a créé ? »

### Anecdote talmudique
Rabbi Akiva faisait un voyage. Il avait avec lui un âne, un coq pour le réveiller le matin, et une lampe à huile pour s'éclairer de nuit. Arrivé dans un village, on lui refuse l'hospitalité. Rabbi Akiva se prépara à passer la nuit dans la forêt avoisinant, prêt à continuer son voyage le lendemain. Soudain, un vent souffla qui éteignit la lampe... l'âne avec lui fut effrayé et, émettant un gémissement, attira l'attention d'un lion qui le dévora, puis s'enfuit et s'éloigna. Un chat dévora finalement le coq!... Rabbi Akiva, ne se démonte pas, confiant que "tout ce que fait Dieu est pour le bien". Le lendemain matin, il retrouve le village dévasté, victime d'une invasion de brigands pendant la nuit. Il conclut : "Heureusement que l'on m'a refusé l'hospitalité hier! Heureusement que la lampe s'est éteinte, n'attirant pas l'attention des brigands!  Et, si l'âne avait brait, ou le coq chanté, j'aurais aussi risqué d'être découvert par les malfaiteurs !".
Le Midrash enseigne que, parfois même avant des difficultés d'abord inexplicables, la providence divine établit toujours le meilleur en raison de la dévotion ou de la foi, l'équilibre de l'être humain afin que l'espoir ne soit jamais perdu.
Mistvah de Bikour 'Holim (Nedarim 40a)
Rabbi Akiva et la mistvah de Bikour 'Holim (visite au malade), visite au malade, ou la fois où Rabbi Akiva se rendit visiter son élève qui tomba malade et lui nettoya sa maison et lui redonna vie, et dit que tout celui ne rend pas visite a un malade est considéré comme un meurtrier ,.

## Dans la fiction
- Dans ses Mémoires d'Hadrien, Marguerite Yourcenar imagine une rencontre d'Hadrien et de Rabbi Akiba (p. 209-210 de l'édition Folio)